# Jacob Okken
Jacob Okken (Emmen, 5 januari 1961) is een Nederlandse dammer die in Drenthe is opgegroeid en daar nog steeds woont. Hij werd in 1980 Nederlands juniorenkampioen  en in 1987, 1988, 1989 en 1994 Drents kampioen. Hij nam deel aan het Nederlands kampioenschap 1996 in Steenwijk en behaalde daarin 1 overwinning, 9 remises en 2 nederlagen waaronder een combinatieve overwinning op Gerrit Boom. Hij is topscorer aller tijden van het ereklasseteam Hijken DTC en haar voorganger het Drents tiental met 88 overwinningen, 142 remises en 35 nederlagen (318 punten uit 265 wedstrijden) in 26 seizoenen per 1 juli 2007. Hij bezit de titels FMJD Meester en Kandidaat Meester Nationaal.